# SPACEMETA-LUMEM

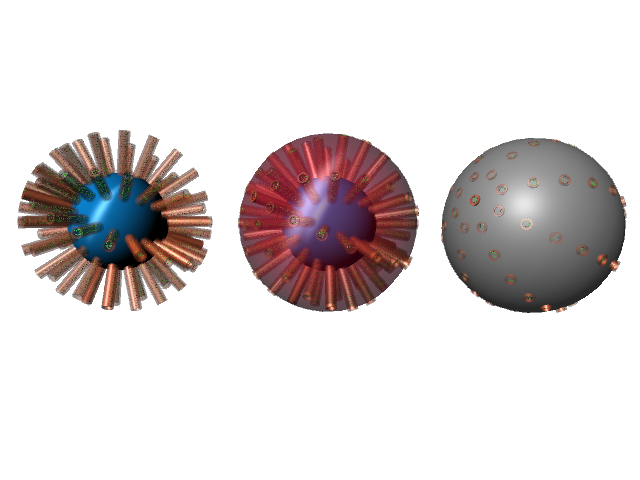
SpaceMETA Lunar Rover

SPACEMETA-LUMEM foi um projeto de missão lunar não-tripulada constituída por três robôs que seria desenvolvido sob a liderada do grupo privado brasileiro SpaceMETA, O objetivo deste projeto era disputar o prêmio de US$ 30 milhões do concurso Lunar X Prize, do Google. Este projeto é patrocinando pela Intel.

## Objetivo
O objetivo do projeto brasileiro era participar do Google Lunar X Prize, uma competição internacional para escolher um projeto de exploração lunar. Essa seria a primeira missão privada a chegar à Lua.
O prêmio para a equipe vencedora seria de 30 milhões de dólares. O robô lunar teria que viajar os mais de 384 mil quilômetros que separam a Terra da Lua, o módulo precisava executar algumas tarefas: os robôs precisariam sobreviver pelo menos dois dias nas duras condições lunares. A diferença de temperatura entre as regiões claras e as de sombra, por exemplo, pode ultrapassar os 200 graus Celsius. A sonda também precisaria ainda se locomover por, pelo menos, 500 metros e enviar imagens em alta resolução de missões anteriores pousadas na superfície lunar.

## Características
Este projeto seria bastante inovador e uma das suas principais características era não repetir qualquer engenharia usada até hoje para explorar o solo da Lua. Os três mini robôs que seria lançados ao espaço eram para ser 100% projetados e produzidos no Brasil, além de totalmente não-poluentes. A primeira dessas inovações seria o uso do etanol como combustível. O etanol gera 60% de água após sua combustão. Ou seja, é um combustível não poluente e bastante atrativo e interessante para a missão.
Estes robôs da SpaceMETA iria gerar energia através de painéis solares e seria controlado por processadores do seu patrocinador, a Intel. Ademais da contribuição em dinheiro, a Intel iria fornecer tecnologia e ceder seus computadores para as simulações do voo espacial, que requer de grande poder de processamento. O projeto era capitaneado pelo empresário brasileiro Sérgio Cabral Cavalcanti, da empresa IdeaValley.
Na Lua, esses esferoides, assim chamados por suas formas de bola, iriam se locomover sem a necessidade de combustível. Com essa aparência de "vírus" gigante, os robôs possuiriam diversas molas comprimidas que seria automaticamente expandidas com a variação de temperatura e fariam os robôs efetuarem verdadeiros saltos. Como a temperatura muda o tempo todo, essas molas voltariam a se comprimir, dando vida e movimento eterno a essas máquinas.
O cérebro dos robôs, sim, necessitaria de energia. Mas como ele seria desenvolvido a partir dos processadores Atom, da Intel, ele teria um consumo baixíssimo e apenas alguns painéis solares seria suficientes para mantê-lo em constante atividade.

## Lançamento
A SpaceMETA chegou a assinar um contrato com a Alcântara Cyclone Space (ACS), uma empresa binacional que seria formada pelo Brasil e Ucrânia, para efetuar o lançamento da sonda espacial SPACEMETA-LUMEM para a Lua dentro do programa Google Lunar XPrize, utilizando o veículo de lançamento Cyclone-4, em uma data de lançamento que não chegou a ser definida. Após a espaçonave ser colocada em órbita terrestre pelo veículo lançador, ela deveria usar seus próprios propulsores para acelerar em direção à Lua.